# Gejser (Schiff, 1844)
Die Gejser (gelegentlich auch Geiser) war eine als Schonerbrigg getakelte Radkorvette der Königlich Dänische Marine, die am 4. Juni 1849 am Seegefecht bei Helgoland teilnahm.

## Bau und technische Daten
Das Schiff wurde auf der Orlogsværftet (Kriegswerft) in Kopenhagen mit der Baunummer 36 nach Plänen von Andreas Schifter gebaut. Es war der erste in Dänemark gebaute Raddampfer. Die Kiellegung erfolgte am 13. April 1844, der Stapellauf am 29. Oktober 1844. Die Gejser war 49,4 m (157,3 dänische Fuß) lang und 8,1 m (25,9 Fuß) breit, hatte 3,6 m (11,5 Fuß) Tiefgang und verdrängte 666 Tonnen. Zwei 4-Zylinder-Dampfmaschinen von Maudslay, Sons and Field in London mit zusammen 160 Nominal Horse Power, gespeist von zwei Kesseln mit je drei Feuerungen, ermöglichten über die beiden seitlichen Schaufelräder eine Geschwindigkeit unter Dampf von 9 Knoten. Die Bewaffnung bestand aus zwei 60-Pfündern (etwa Kaliber 20 cm) und sechs 18-Pfündern (etwa Kaliber 14 cm).

## Einsatzgeschichte

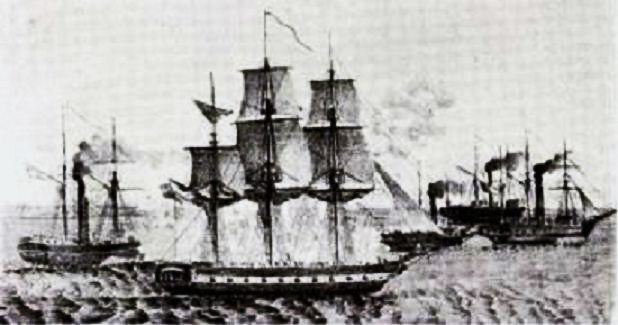
Die dänischen Korvetten Valkyrien (vorn) und Gejser (links) im Seegefecht bei Helgoland

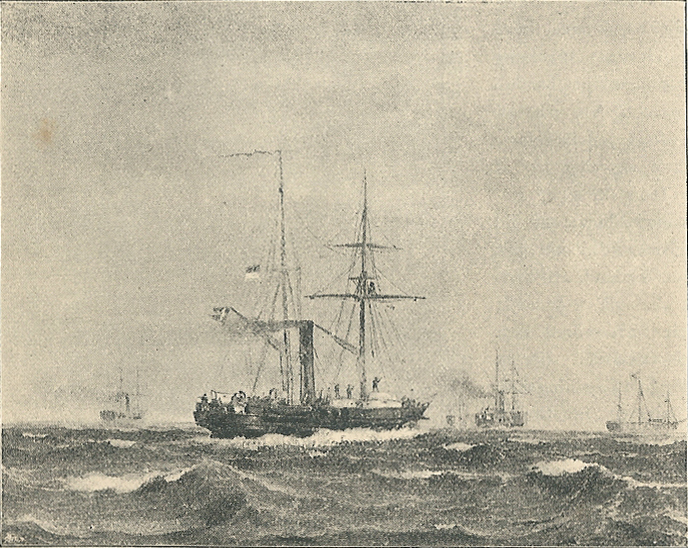
Die Gejser in der Nordsee, 1888

Das Schiff wurde am 25. April 1845 ausgeliefert und von der Marine zunächst im Postverkehr auf der Route Kopenhagen-Stettin-Swinemünde eingesetzt, in der Folge auch auf den Linien Kopenhagen-Kiel und Kopenhagen-Travemünde. Nach dem Ausbruch des Schleswig-Holsteinischen Kriegs 1848 wurde das Schiff als Truppentransporter und dann bei der Blockade der deutschen Nordseehäfen eingesetzt. Dabei kam sie am 4. Juni 1849, unter dem Befehl von Kaptajnløjtnant Jørgen P. F. Wulff beim Seegefecht bei Helgoland der Segelkorvette Valkyrien unter Kaptajn Andreas C. Polder zu Hilfe, die bei Helgoland von einem kleinen deutschen Reichsflotten-Geschwader, bestehend aus der Dampffregatte Barbarossa und den Dampfkorvetten Lübeck und Hamburg unter Kapitän zur See Karl Rudolf Brommy angegriffen worden war. Als die Gejser, von der Elbmündung kommend, auf dem Gefechtsfeld erschien, kurz darauf gefolgt von zwei dänischen Fregatten, brach Brommy das Gefecht ab, da er sich nun in der Unterzahl befand. Die dänischen Schiffe verfolgten Brommys Verband bis in die Nähe von Cuxhaven und nahmen dann ihren Blockadedienst wieder auf.
Nach dem Ende des Kriegs 1851 wurde die Gejser bis 1860 wieder im Postdienst eingesetzt. Danach diente sie vor allem als Hilfsschiff und Tender für die dänische Kriegsflotte. Das alte Schiff wurde 1891 abgebrochen. Sein Schiffsname ging auf den im Juli 1892 vom Stapel gelaufenen Geschützten Kreuzer Gejser über.